# Sas-hegy
Le Sas-hegy ([ˈʃɒʃ ˌhɛɟ], en allemand : Adlerberg) est une des collines de Budapest située dans les 11e et 12e arrondissements, dans les collines de Buda dans le quartier éponyme de Sashegy. 